# Église de l'Immaculée-Conception de Hamrun
L'église paroissiale de l'Immaculée-Conception est une église catholique située à Hamrun, à Malte.

## Historique
Construite dans les années 1960, elle est dédicacée le 28 mai 1988.